# خانواده سبز
خانواده سبز نام مجله‌ای است با زمینه فعالیت خانوادگی، اجتماعی، فرهنگی و ورزشی که در مرداد ۱۳۷۸ منتشر شد. این مجله هر پانزده روز یکبار منتشر می‌شود. صاحب‌امتیاز و مدیر مسئول این مجله هرمز شجاعی‌مهر مجری برنامه خانواده می‌باشد.